# Distrito de La Unión (Piura)
El distrito de La Unión es uno de los diez que conforman la provincia de Piura ubicada en el departamento de Piura en el Norte del Perú.
Desde el punto de vista de la jerarquía de la Iglesia católica, forma parte de la Arquidiócesis de Piura.

## Historia
En 1927 el Distrito de La Capilla (antes sector de Catacaos) y el Distrito de La Muñuela (antes sector de Sechura) ambos delimitados  por el callejón Chepa Santos, mediante Ley N° 5951 del 28 de diciembre de 1927 constituyen el Distrito de La Unión, cuyos orígenes representan dos culturas; Tallán (expertos agricultores) y Chusís (grandes pescadores) bajo el gobierno del expresidente Augusto Leguía.

## Geografía
Abarca una superficie de 213,16 km² y está situado al sur de la capital de la provincia de Piura, en las coordenadas: 05° 23' 42" de latitud sur y a 80° 44' 24" de longitud oeste, a una altitud de 17 m.s.n.m.
En el mapa nacional se encuentra en la costa norte del Perú.
Su capital es la homónima La Unión.

### Límites
Limita por el norte con el Distrito de la Arena (Piura) y el Distrito de La Huaca (Paita); por el sur con los distritos de Bellavista (Sechura) y el Distrito de Bernal (Sechura); por el Este con los distritos de la Arena y el Tallán y por el Oeste con el Distrito de Vice (Sechura) y el distrito de Paita (Paita)

## División administrativa

### Centros poblados
- Urbanos
  - La Unión, con 17 226 hab.
  - Tablazo Norte, con 4 303 hab.
  - Dos Altos, con 3 356 hab.
  - Yapato, con 2 422 hab.
  - Tablazo Sur, con 1 970 hab.
  - Monte Redondo, con 1 378 hab.
  - Canizal Chico, con 2 105 hab.
  - Santa Cruz, con 1 030 hab.
  - Nuevo Tamarindo, con 952 hab.
  - Huerequeque, con 671 hab.
  - Canizal Santa Rosa, con 599 hab.
  - Canizal Grande, con 399 hab.
- Rurales
  - Tunape, con 293 hab.

## Organización

### Consejo Municipal de La Unión
Es el órgano de gobierno de la municipalidad distrital de la unión. Está constituido por el alcalde, quien lo preside, y los siete (7) regidores, proclamados por el JNE.
- Alcalde de La Unión (2023-2026): Ruperto Fernández sernaqué
- Regidores Municipales (2023-2026):

Perú Libre:
- Cinthia Vílchez Ramos
- Melanio Albínes Juárez
- Julissa Juárez Yovera
- Percy Inga Yovera
- Iradina Bayona Bernal

Organización Política Unidad Regional:
- Kattia Flores Morales

Alianza para el Progreso:
- Miguel Sánchez Silva

### Policiales
- Comisario de Piura: Comandante PNP Roberto Cedrón Vera.

## Festividades
- Carnavales.
- Semana Santa.
- Virgen del Carmen.
- Señor de los Milagros.
- Santa Cruz.
- San Pedro y San Pablo.
- Santa Rosa de Lima.
- San José.
- Virgen de las Mercedes.
- Señor Cautivo de Ayabaca.
- San Martín de Porres.
- San Silvestre.
- Velaciones.
- Navidad.

## Personajes ilustres
- Baltazar Namuche
- Hermanos Meléndez
- César Pinglo
- Leoncio Amaya Tume
- Berna Silva
- Juan Francisco Eche Ayala